# St. Martin auf Kirchbühl

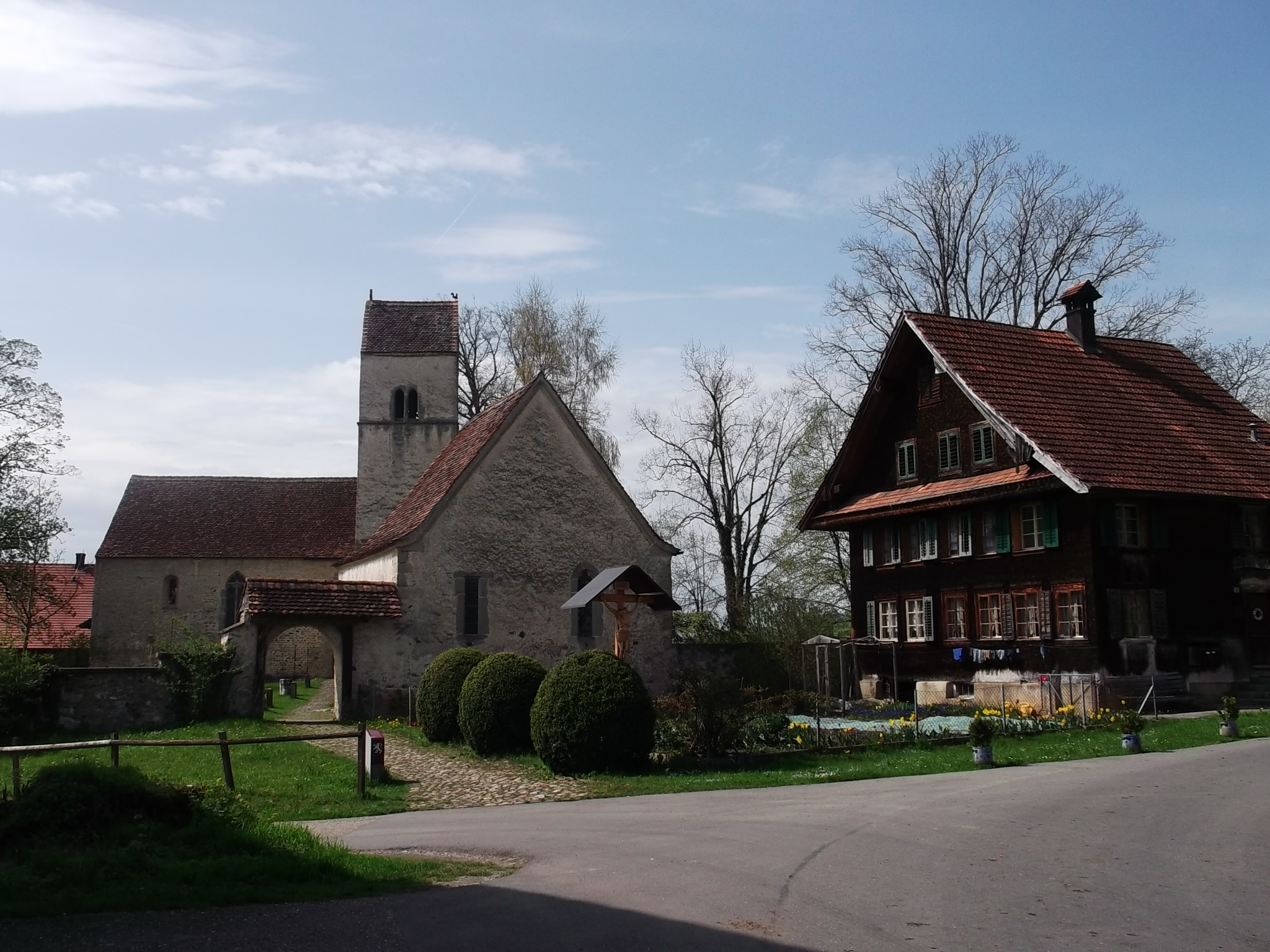
St. Martin auf Kirchbühl

St. Martin auf Kirchbühl ist eine der ältesten Kirchen im Schweizer Kanton Luzern. Sie steht im Sempacher Weiler Kirchbühl auf einer Anhöhe über dem Sempachersee.

## Geschichte / Funktion
1234 ist St. Martin auf dem Kirchbühl erstmals urkundlich bezeugt, der Bau ist jedoch nachweislich älter. 1275 wird sie als reichste Kirche des Dekanats genannt. 1288 befand sie sich im Besitz von Kloster Murbach in den Vogesen, das sie 1420 dem Kloster St. Leodegar im Hof in Luzern abtrat. 
Vom 13. Jahrhundert bis 1832 war St. Martin auf dem Kirchbühl Pfarrkirche von Sempach. Doch wegen seiner abseitigen Lage ausserhalb der Stadtmauern am Südhang des Eichbergs (ca. 30 Minuten Anstieg vom Zentrum Sempach) etablierte sich bereits 1275 die «Konkurrenzkirche» St. Stefan in der Stadt. Der Leutpriester wohnte bereits im Spätmittelalter teilweise nicht mehr auf dem Kirchbühl. Dennoch blieb die Mutterkirche Pfarrei von Sempach auch nach der Reformation, jedoch wurden im 17. Jahrhundert die hier gefeierten Messen immer seltener. Am Ende setzte sich St. Stefan (1831 geweiht) als neue Pfarrei von Sempach durch. 1832 wurde dann auch der Friedhof von St. Martin in die Stadt verlegt, und mit diesem Schritt die Kirche gänzlich aufgegeben.

## Baugeschichte / Aussenbau
Gemäss Ausgrabungen von 1958 steht die sich heute als romanisch-gotischer Mischtypus darstellende Kirche auf den Fundamenten eines römischen Gutshofs sowie eines weiteren spätrömischen quadratischen Baus unklarer Funktion. Von einem frühromanischen Vorgängerbau (10. / 11. Jh.) ist ein Teil des einschiffigen Langhauses mit zugemauerten kleinen Rundbogenfenstern sowie eine ehemalige Pforte noch erkennbar. In spätromanischer Zeit (12./13. Jh.) wurde das Schiff verlängert und erhöht sowie der Turm errichtet. Dieser Käsbissenturm, bis zur Höhe des Kirchenschiffs aus Sandstein, darüber aus Bruchstein, ist auffälligster Blickfang des Kirchenbaus.
Der dreiseitig geschlossene spätgotische Chor mit Masswerkfenstern wurde im späten 16. Jahrhundert angebaut, ein Gewölbeschlussstein ist 1583 datiert und mit den Initialen «PB» signiert. In der gleichen Bauphase wurde dem Turm  unter Wiederverwendung älterer Bauteile (gekuppelte Doppelfenster, Teile des Gewändes) ein Glockengeschoss aufgesetzt. Ein Beinhaus am Eingang des Kirchhofs (quadratischer spätgotischer Bau, 1575 geweiht) gehört ebenfalls in diese Epoche.
1903–1905 wurden unter der Leitung des Kunsthistorikers Robert Durrer zwei übertünchte Schichten Fresken freigelegt (hochgotische um 1300 sowie Teile aus mehreren Übermalungen im 15. Jahrhundert). 1951 bis 1962 führte die lokale Vereinigung Pro Kirchbühl weitere Restaurierungen durch und finanzierte archäologische Grabungen. Zudem wurden 1964 von dem Sempacher Kunstschlosser Ineichen die auf dem verwahrlosten Friedhof noch vorhandenen schmiedeeisernen Grabkreuze restauriert und auf den alten Gräbern wiederaufgestellt. Bei der letzten Sanierung 1989–1991 wurde die gesamte Innenausstattung gereinigt. 
Die unter Denkmalschutz stehende Anlage ist unter Sempach als A-Objekt im Schweizerischen Inventar der Kulturgüter von nationaler und regionaler Bedeutung eingetragen.

## Innenraum / Fresken

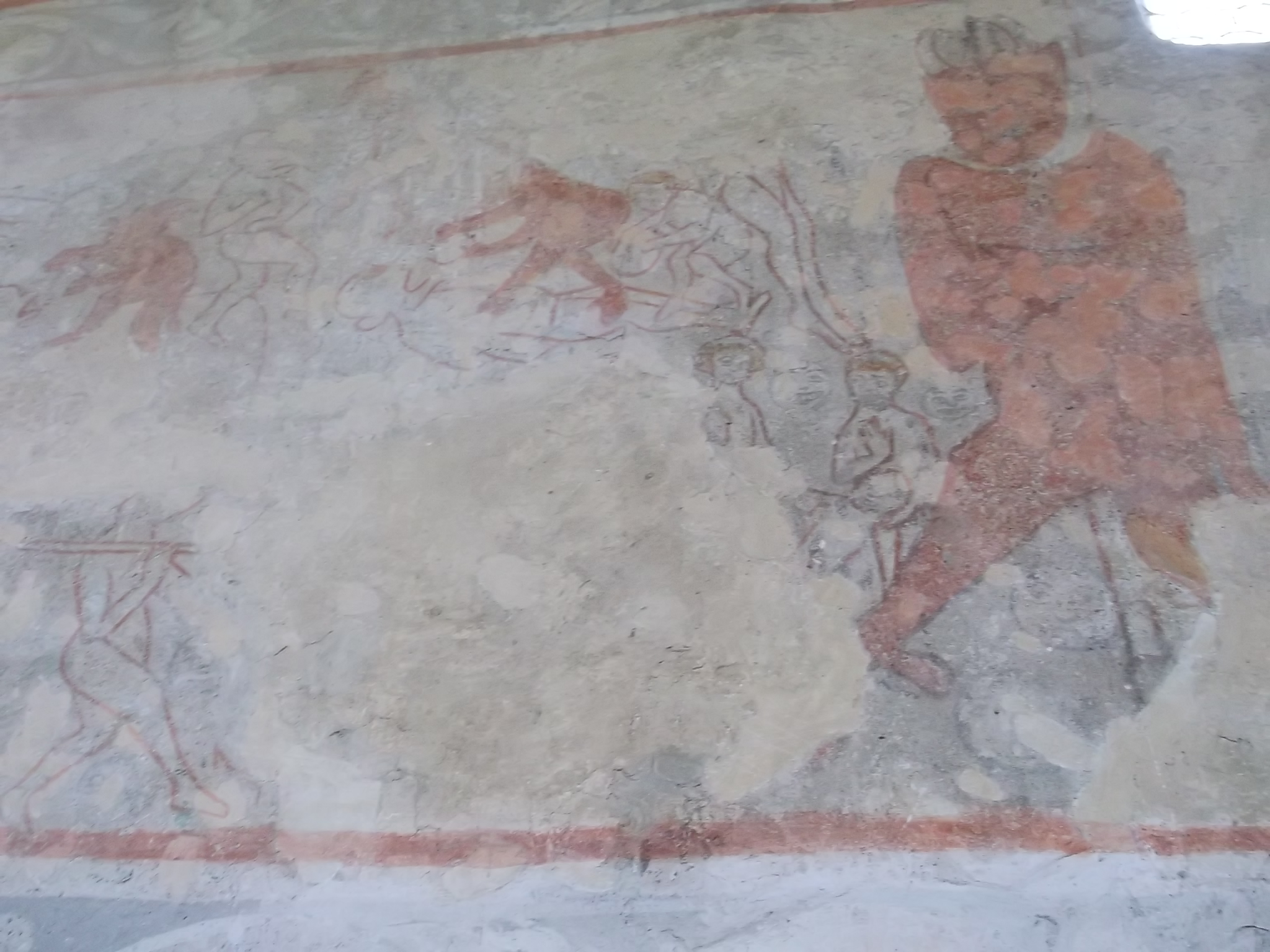
Nordwand-Fresko «Hölle» (um 1300)

Die Wände des einschiffigen Langhauses (Saalraum, Holzdecke erneuert) sind vollständig mit Fresken ausgemalt. Trotz ihres sehr rudimentären Erhaltungszustandes und der teilweisen Zerstörung durch das erst später erfolgte Ausbrechen der Fenster liegt in den frühen Fresken (um 1300) in ihrer Vollumfänglichkeit – da es aus dieser Zeit in dieser Region nur noch wenige Beispiele gibt – eine hohe kulturhistorische Bedeutung für den Kanton Luzern.
Die folgenden Darstellungen der frühen Fresken sind noch in Umrissen und Teilen erhalten:
- An der Westwand oben Christus und Maria, flankiert von der Heiligen Katharina mit Schwert und Rad links und einem nicht mehr identifizierbaren Mönch und Bischof rechts. Die Zone darunter ist zerstört.
- An der Nordwand trägt der Erzengel Michael die Seelenwaage. Rechts füllt der Teufel die rechte Schale mit Säcken, links die Muttergottes die Schale mit guten Werken. Darunter ist die Hölle dargestellt. Neben dem grossen Teufel rechts sind ein Dämon, der einen Verdammten mit etwas füttert, und ein weiterer kleiner Teufel, der eine Gestalt am Spiess trägt, noch gut zu erkennen. Rechts daneben füllt ein grossformatiger Heiliger Christophorus die ganze Innenwandzone. Neben dem Fenster folgt dann rechts die Geburt Christi (Maria auf der Bettstatt mit Christuskind in der Krippe, Josef und ein Hirte mit Hund). Darunter finden wir eine nicht mehr identifizierbare Heilige, einen Abt oder Bischof, eine zelebrierte Messe an einem Altar und eine Apostelversammlung (darunter ist Petrus mit dem Schlüssel gut erkennbar).
- Ein für die Schweiz frühes ikonografisches Motiv: an der Südwand ist eine Begegnung der drei Lebenden und der drei Toten nach einer aus dem 13. Jahrhundert stammenden Legende dargestellt: Drei edel gekleidete junge Männer gingen über den Friedhof. Dort begegneten sie drei ausgemergelten Gestalten in Fetzen einst vornehmer Gewänder. Sie grüssten: «Was Ihr seid, waren wir auch, und was wir sind, werdet Ihr bald sein». Sie sagten es und verschwanden.[1] – Wegen des erst später ausgebrochenen Fensters links sind von der Darstellung nur noch eine der drei Lebenden sowie die drei Toten erhalten. Unterhalb dieses Freskos sind Passionsszenen dargestellt (Christus an der Geisselsäule, Dornenkrönung, Kreuzigung und rechts daneben eine nicht mehr identifizierbare Szene, gelegentlich als Paradiespforte gedeutet).

Da die frühen Fresken im 15. Jahrhundert mehrmals übermalt wurden, wurden bei der Restaurierung 1901–1903 auch einige Teile dieser zweiten, spätgotischen Schicht freigelegt. In ihrem defizitären Erhaltungszustand sind diese Fresken von untergeordneter kunsthistorischer Bedeutung. An der Südwand sind fragmentarisch Szenen aus dem Alten Testament auszumachen (u. a. Moses mit den Gesetzestafeln), vor dem Chorbogen (d. h. neben dem frühen Christophorus) an der Nordwand Auferstehung, Frauen am Grabe, Christus in der Vorhölle und Begegnung mit Maria Magdalena. Mitten im Feld des frühen Christophorus-Grossfreskos sind Reste einer Schöpfungsdarstellung freigelegt worden.
Der spätgotische Chor, zugänglich durch einen Spitzbogen, weist ein Kreuzrippengewölbe auf. Über dem Chorbogen ist eine Verkündigungsszene dargestellt (Gabriel links, Maria rechts des Bogens). Die gut restaurierten Gewölbefresken (die vier Kirchenväter mit Laubkränzen und die vier Evangelistensymbole) sowie die paarweise in den Schildbogen abgebildeten 12 Apostel stammen aus der Entstehungszeit des Chors (spätes 16. Jahrhundert).

## Ausstattung

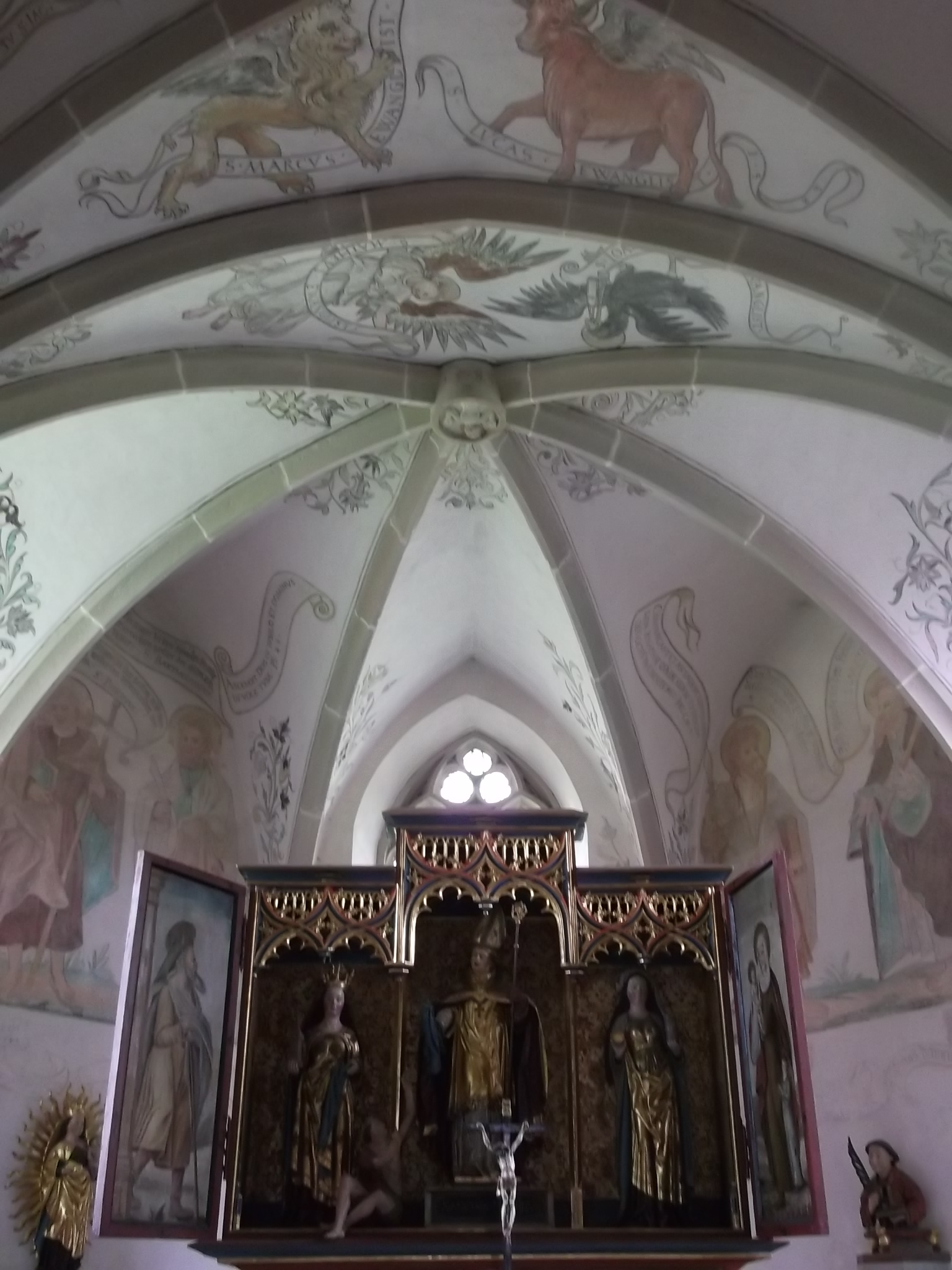
St. Martin auf Kirchbühl, spätgotischer Chor mit Hochaltar und Fresken (Evangelistensymbole; Apostel)

Die spätgotische Ausstattung geht weitgehend auf das 16. Jahrhundert zurück. Im Gegensatz zu den meisten Kirchen der Region wurde St. Martin in Kirchbühl nicht barockisiert, möglicherweise, da sie ihre Bedeutung als Pfarrei im 17./18. Jahrhundert bereits zu Gunsten von St. Stefan in Sempach-Stadt eingebüsst hatte.
Die drei gotischen Altäre haben ihre ursprünglichen Seitenflügel und Gesprenge verloren. Dies hat zu der Annahme geführt, sie seien beim Neubau des Chors von St. Stefan auf den Kirchbühl versetzt worden, was aber nicht bewiesen ist.
Den linken Seitenaltar prägt im Schrein eine Pietà, flankiert von Antonius und mutmasslich Walburga (nach anderer Interpretation Odilia). Hierbei handelt es sich um Schnitzwerke eines namentlich unbekannten, doch durch diverse Vergleichsstücke stilistisch identifizierbaren Luzerner Meisters. Das Predella-Gemälde zeigt Christus zwischen zwei Engeln, eine besonders qualitätsvolle Darstellung ohne Vergleichsbeispiel in der Luzerner Region. 
Der rechte Seitenaltar zeigt im Schrein die Kreuzigung Christi mit Maria, Johannes und Maria Magdalena, im Stil des Luzerner Bildschnitzers Jörg Keller. Das Predella-Gemälde bildet das von zwei Engeln getragene Schweisstuch Christi ab. Auf den Seitenflügeln erscheinen die Ritterheiligen Moritz und Ursus von Solothurn; sie sind 1515 datiert und gehören stilistisch in den Umkreis des 1512/1513 in Luzern nachgewiesenen Meisters Christoph Bockstorfer bzw. seiner Werkstätten.
Der Hochaltarschrein mit dem Patronatsheiligen Martin im Bischofsornat, der seinen Mantel dem Bettler reicht, flankiert von Barbara und Maria Magdalena, wirkt durch seine im 19. Jahrhundert hinzugefügte Baldachin-Fassung stilistisch heterogen. Die Gemälde der Seitenflügel zeigen Joachim und Anna selbdritt aussen und Jakobus der Ältere und Ursula innen. Diese Seitenflügel standen bis zur Restaurierung in den 1950er Jahren im Beinhaus.
Aus dem ausgehenden 15. bzw. 16. Jahrhundert stammen ferner das Chorbogen-Kruzifix, die Muttergottes und ein Heiliger Laurentius im Chor.
Zwei Ausstattungsstücke des romanischen Vorgängerbaus (ein kleines Bronzekruzifix, integriert in ein Vortragekreuz des 17. Jahrhunderts, sowie eine hölzerne Madonna) befinden sich in Museen (Rathaus Sempach bzw. Landesmuseum Zürich).